# Linda Hamilton

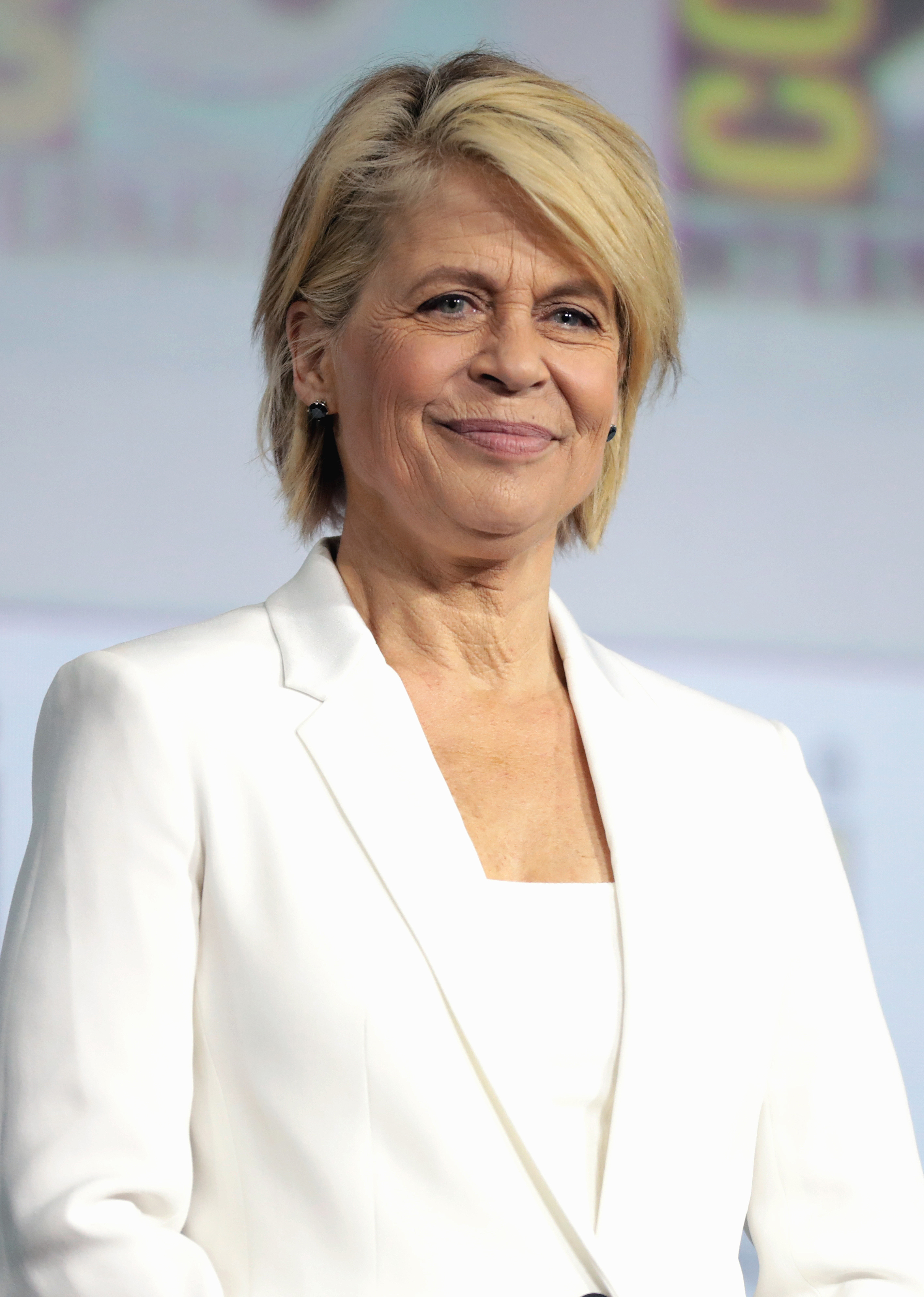
Linda Hamilton (2019)

Linda Carroll Hamilton (* 26. September 1956 in Salisbury, Maryland) ist eine US-amerikanische Schauspielerin. Sie wurde vor allem durch die Rolle der Sarah Connor in den Filmen Terminator, Terminator 2 – Tag der Abrechnung und Terminator: Dark Fate bekannt.

## Karriere
Linda Hamilton studierte in New York City Schauspiel und besuchte das Actors Studio von Lee Strasberg.
Als ausgebildete Schauspielerin spielte sie zunächst in kleineren Low-Budget-Filmen, bevor sie 1980 für eine der Hauptrollen in der Seifenoper Secrets of Midland Heights engagiert wurde. Danach spielte sie im Film TAG: Assassination Game und in der Stephen-King-Verfilmung Kinder des Zorns eine der Hauptrollen. Die Rolle der Sarah Connor in James Camerons Erfolgsfilm Terminator erhöhte ab 1984 ihren Bekanntheitsgrad beträchtlich. 1986 spielte sie in Black Moon neben Tommy Lee Jones die weibliche Hauptrolle.
Danach wirkte sie wieder in Fernsehserien mit und war u. a. auch in Mord ist ihr Hobby zu sehen. In der Fernsehserie Die Schöne und das Biest spielte sie zwischen 1987 und 1989 die Rolle der Catherine Chandler. Diese brachte ihr eine Emmy- und eine Golden-Globe-Nominierung ein. 1990 spielte sie in der Filmkomödie Mr. Destiny neben James Belushi und Michael Caine. Im Jahr darauf übernahm sie in Terminator 2 – Tag der Abrechnung erneut die Rolle der Sarah Connor. Der Film brach Rekorde und wurde zu einem von Hamiltons größten Erfolgen. 1990 wurde sie zudem vom Magazin People in die Liste der 50 schönsten Menschen der Welt gewählt.

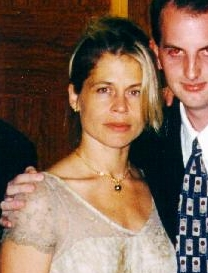
Linda Hamilton (1997)

1995 spielte sie in dem Fernsehfilm A Mother’s Prayer neben Bruce Dern und Kate Nelligan die Hauptrolle einer an AIDS erkrankten Mutter. Dafür war sie in der Kategorie als beste dramatische Darstellung für einen CableACE Award und 1996 für einen weiteren Golden Globe nominiert. 1997 spielte sie im Actionthriller Die Verschwörung im Schatten neben Charlie Sheen und auch im Katastrophenfilm Dante’s Peak neben Pierce Brosnan jeweils die weibliche Hauptrolle. Für ihre Rolle in Dante’s Peak erhielt sie einen Blockbuster Entertainment Award.
Von da an war Hamilton hauptsächlich in Serien wie Frasier und Immer wieder Jim sowie in zahlreichen Fernsehfilmen zu sehen. 2009 sprach sie im vierten Teil der Terminator-Reihe Terminator: Die Erlösung erneut die Rolle der Sarah Connor. Von 2010 bis 2012 spielte sie in zwölf Folgen der Fernsehserie Chuck die Rolle der lang vermissten Mutter von Chuck und Ellie. 2010 hatte sie außerdem in der Serie Weeds – Kleine Deals unter Nachbarn einen Gastauftritt. 2014 spielte sie in der Syfy-Serie Defiance mit. Ihr Schaffen umfasst mehr als 70 Produktionen.
Im Film Terminator: Dark Fate aus dem Jahr 2019 hat sie erneut die Hauptrolle inne. 35 Jahre nach dem ersten Terminatorfilm tritt sie hier als gealterte Sarah Connor wieder gegen eine Kampfmaschine aus der Zukunft an. Der Film versteht sich als direkte Fortsetzung des zweiten Teils der Reihe und ignoriert die diesem nachfolgenden Filme.

## Privates
Linda Hamilton ist die Tochter des Arztes Carroll Stanford Hamilton, der bei einem Autounfall verstarb, als sie fünf Jahre alt war. Sie hatte eine Zwillingsschwester namens Leslie  (1956–2020), die in Terminator 2 – Tag der Abrechnung zwei kurze Auftritte als Lindas Doppelgängerin hatte, eine ältere Schwester und einen jüngeren Bruder. Sie wuchs nach eigener Aussage in einer „sehr öden angelsächsischen Protestantenfamilie“ auf und besuchte zusammen mit ihrer Zwillingsschwester die Highschool in Salisbury. Danach studierte sie zwei Jahre lang am Washington College in Chestertown.
Hamilton war zweimal verheiratet, zunächst von 1982 bis 1989 mit dem Schauspieler Bruce Abbott, mit dem sie einen Sohn, Dalton Bruce, hat. Dieser wurde am 4. Oktober 1989 geboren und verkörperte John Connor als Baby im Film Terminator 2. Im Jahr 1997 heiratete sie James Cameron, mit dem sie eine Tochter hat. Mit der Scheidung von Cameron 1999 erhielt Hamilton 50 Millionen Dollar zugesprochen. Die Ehe mit Cameron sei „von unerbittlichen Kämpfen“ und „tiefen Verletzungen“ geprägt gewesen, so Hamilton.
Im Oktober 2005 war Hamilton zu Gast bei Larry King Live, wo sie erklärte, dass sie an einer Bipolaren Störung leide, die auch der Grund für die Scheidung von Abbott gewesen sei.
2006 berichtete sie in einem Interview mit Marshall Julius von blockbuster.co.uk über die Fallstricke und Gefahren in Hollywood, wie etwa beim Dreh eines Feuergefechts in einem Fahrstuhl für Terminator 2 – Tag der Abrechnung. Dabei hatte Hamilton vergessen, ihren Gehörschutz zu tragen und erlitt ein Knalltrauma, das ihr Gehör auf einem Ohr bis heute beeinträchtigt. Außerdem erlitt sie bei den Dreharbeiten zu dem Film eine posttraumatische Belastungsstörung wie sie bei so genannten Kriegszitterern auftritt. Von letzterer konnte sie sich mittlerweile vollständig erholen.

## Filmografie (Auswahl)
- 1980: Verhängnisvolle Leidenschaft (Rape and marriage: The rideout case, Fernsehfilm)
- 1980: Reunion
- 1982: T.A.G. – Das Killerspiel (The Assassination Game)
- 1983: Secrets of a Mother and Daughter
- 1984: Kinder des Zorns (Children of the Corn)
- 1984: Terminator (The Terminator)
- 1984: The Stone Boy
- 1984: Polizeirevier Hill Street (Fernsehserie, Hill Street Blues, 4 Episoden)
- 1985: Spion im Bett (Secret Weapons, Fernsehfilm)
- 1986: Mord ist ihr Hobby (Fernsehserie, Murder, She Wrote, Staffel 2, Folge 20: Tödliche Verwechselung)
- 1986: Club Med
- 1986: Black Moon
- 1986: King Kong lebt (King Kong lives)
- 1987–1989: Die Schöne und das Biest (Beauty and the Beast, Fernsehserie, 46 Folgen)
- 1988: Licht am Ende des Tunnels (Go Toward the Light)
- 1990: Mr. Destiny
- 1991: Terminator 2 – Tag der Abrechnung (Terminator 2: Judgment Day)
- 1993–1997: Frasier (Fernsehserie, 2 Folgen, verschiedene Rollen)
- 1994: Stummer Schrei (Silent Fall)
- 1994: Separate Lives – tödliches Doppelleben (Separate Lives)
- 1995: Die Bitte einer Mutter (A Mother’s prayer, Fernsehfilm)
- 1996: T2 3-D: Battle Across Time
- 1997: Die Verschwörung im Schatten (Shadow Conspiracy)
- 1997: Dante’s Peak
- 1997: Rescuers – Die Geschichte der Helden (Rescuers: Stories of courage: Two couples)
- 1998: Spuren im Sand (Point last seen)
- 1998: Im Rausch der Geschwindigkeit – Way To Dusty Death (Way To Dusty Death)
- 1998: The Secret Life of Girls
- 1999: Courage – Der Mut einer Frau (The color of courage, Fernsehfilm)
- 2000: Die Liebesschule der Mrs. X (Sex & Mrs. X, Fernsehfilm)
- 2000: Captain Buzz Lightyear – Star Command (Buzz Lightyear of Star Command, 3 Episoden)
- 2001: A Girl Thing (Fernsehfilm)
- 2001: Girls in the City
- 2001: Skeletons in the Closet
- 2001: Bailey’s Mistake (Fernsehfilm)
- 2002: Stille Nacht – Das Weihnachtswunder (Silent Night, Fernsehfilm)
- 2002: Sexpionage - Spion im Bett (Secret Weapons)
- 2005: Smile
- 2005: Missing in America
- 2005: Immer wieder Jim (According to Jim, Fernsehserie, 1 Folge)
- 2005: The Kid & I
- 2006: Take 3
- 2007: Broken
- 2008: In Your Dreams
- 2009: Holy Water
- 2009: The Line (Fernsehserie, 11 Folgen)
- 2009: Terminator: Die Erlösung (Terminator Salvation, nur Stimme)
- 2010: Weeds – Kleine Deals unter Nachbarn (Weeds, Fernsehserie, 3 Folgen)
- 2010: DC Showcase (Jonah Hex)
- 2010: DC Showcase (Original Shorts Collection)
- 2010–2012: Chuck (Fernsehserie, 12 Folgen)
- 2010: Refuge
- 2013: Looking is the Original Sign
- 2013: Air Force One Is Down (Fernsehfilm)
- 2013: Bad Behavior
- 2014: American Warships 2 (Bermuda Tentacles, Fernsehfilm)
- 2014–2015: Defiance (Fernsehserie, 3 Folgen)
- 2016: Sunday Horse – Ein Bund fürs Leben (A Sunday Horse)
- 2017: Cuvature
- 2017: Shoot Me Nicely
- 2019: Easy Does It
- 2019: Terminator: Dark Fate
- 2020: Big City Greens (Fernsehserie, 1 Folge)
- seit 2021: Resident Alien (Fernsehserie)
- 2021: Claws (Fernsehserie, 6 Folgen)

## Auszeichnungen
- 1989: Romy Award für Beauty And The Beast
- 1990: Saturn Award für Beauty And The Beast
- 1991: Silberner Otto in der Kategorie „Beste Schauspielerin“ für Terminator 2: Judgment Day
- 1992: MTV Movie Award in den Kategorien „Most Desirable Female“ und „Best Female Performance“ für Terminator 2: Judgment Day
- 1992: Saturn Award für Terminator 2: Judgment Day
- 1996: Cable Ace Award in der Kategorie „Best Actress in a Movie or Miniseries“ für A Mother’s Prayer
- 1998: Blockbuster Entertainment Award in der Kategorie „Favorite Actress – Action/Adventure“ für Dante’s Peak
- 1999: Grammy in der Kategorie „Spoken Word Album For Children“ für The Children’s Shakespeare
- 2000: Golden Satellite Award in der Kategorie „Best Actress in a Miniseries or Telefilm“ für The Color Of Courage
- 2001: Video Premiere Award in der Kategorie „Best Supporting Actress“ für Skeletons in the Closet